# Véhicule blindé multi-rôles
Das Véhicule blindé multi-rôles Griffon (VBMR) (Gepanzertes Mehrzweckfahrzeug) ist ein gepanzerter Truppentransporter. Es ersetzt in der französischen Armee im Zuge des Programms Scorpion die Véhicules de l’avant blindés (VAB).
Eine leichte Version mit nur vier Rädern ist als Véhicule blindé multi-rôles léger Serval (VBMR-L)  (leichtes Gepanzertes Mehrzweckfahrzeug) gleichzeitig in Vorbereitung.

## Geschichte
Die französische Armee war seit dem Beginn der 2000er-Jahre bestrebt, ihre VAB zu ersetzen. Zu diesem Zweck sieht sie vor, entsprechend dem Ziel für 2020 aus dem Weißbuch für Verteidigung und Nationale Sicherheit 2013 (Livre blanc sur la défense et la sécurité nationale 2013) 2080 Exemplare des VBMR zu beschaffen. Das Verteidigungsministerium vergab die Entwicklung an Nexter, Thales Group und Renault Trucks Defense.
Die Generaldirektion für die Bewaffnung (Direction générale de l’armement) hat am 24. Juni 2019 die Qualifikation des Griffon ausgesprochen, so dass die ersten Fahrzeuge am 4. Juli 2019 ausgeliefert werden konnten. Der Öffentlichkeit wurden die Fahrzeuge bei der Militärparade am 14. Juli 2019 in Paris erstmals präsentiert.
Bis Ende 2019 konnte das Auftragnehmerkonsortium alle 92 für dieses Jahr zur Auslieferung vorgesehenen Fahrzeuge an die französische Beschaffungsbehörde DGA übergeben.
Im Jahr 2025 soll die Infanterie mit dem Modell Scorpion (Engin blindé de reconnaissance et de combat – Gepanzertes Kampf- und Aufklärungsgerät) eine erste Fähigkeit zur Informationsverbesserung und zum kooperativen Kampf erreicht haben. Die gepanzerten Mehrzweckfahrzeuge Griffon ersetzen ab 2019 die 40 Jahre alten VAB, die Hälfte der bestellten Griffons sollen dann ausgeliefert worden sein.
Als Stückpreis wird eine Million Euro angegeben. Etwa 70 % der Ausstattung ist die gleiche wie beim EBRC Jaguar, das die ERC-90 Sagaie und AMX-10 RC ersetzen soll, darunter die Fahrzeugaufhängung, geliefert von der Firma Quiri in Straßburg, die Bordsprechanlage von Elips d'Elno in Argenteuil und das akustische Brandmeldesystem Pilar V von Metravib in Lyon. Die Fahrzeuge sind so konzipiert, dass die Wartung vereinfacht wird. So sind sie beispielsweise mit Sensoren an den wichtigsten Fahrzeugkomponenten wie Radaufhängung, Bremsbelägen und Getriebe ausgestattet, die eine vorausschauende Wartung ermöglichen. Sie verfügen über zivile Standardmotoren, die den militärischen Bedingungen angepasst sind, insbesondere um die verschiedenen Arten von Treibstoff nutzen zu können, die in Afrika und an den anderweitigen Einsatzgebieten vorhanden sind.

## Versionen

### VBMR
Das VBMR soll aus sechs Hauptversionen bestehen, einschließlich der Truppentransportversion, die ihrerseits in vier Unterversionen unterteilt ist.
Truppentransporter
Der Truppentransport ist die Hauptaufgabe des Griffon. Es sind sechs verschiedene Versionen möglich:
- FELIN: die Version „Fantassin à équipements et liaisons intégrés“ (FELIN) – in Deutschland als Infanterist der Zukunft bezeichnet
- Section de tir tireur d’élite (Scharfschützen-Feuerbereich)
- MMP: mit  Panzerabwehrraketen Missile Moyenne Portée
- Ravitaillement (Versorgung)
- Santé (Sanitätsfahrzeug)
- Véhicule d'observation d'artillerie (VOA) (Artilleriebeobachtungsfahrzeug)

weitere geplante Versionen
- Poste de commandement (PC) - Kommando- und Verbindungsfahrzeug
- Génie – Pionierfahrzeug
- NRBC – ABC-Abwehrfahrzeug

### Weitere Versionen
Mortier embarqué pour l'appui au contact (MEPAC)  (Fahrzeugmörser zur Unterstützung)

Im Juli 2019 gab die Verteidigungsministerin Florence Parly die Bestellung von 54 Mörserfahrzeugen mit 2R2M MEPAC bekannt, die der Artillerie zugeteilt werden. Der halbautomatische Mörser hat ein Kaliber von 120 mm, die Kadenz liegt bei 10 Schuss pro Minute.

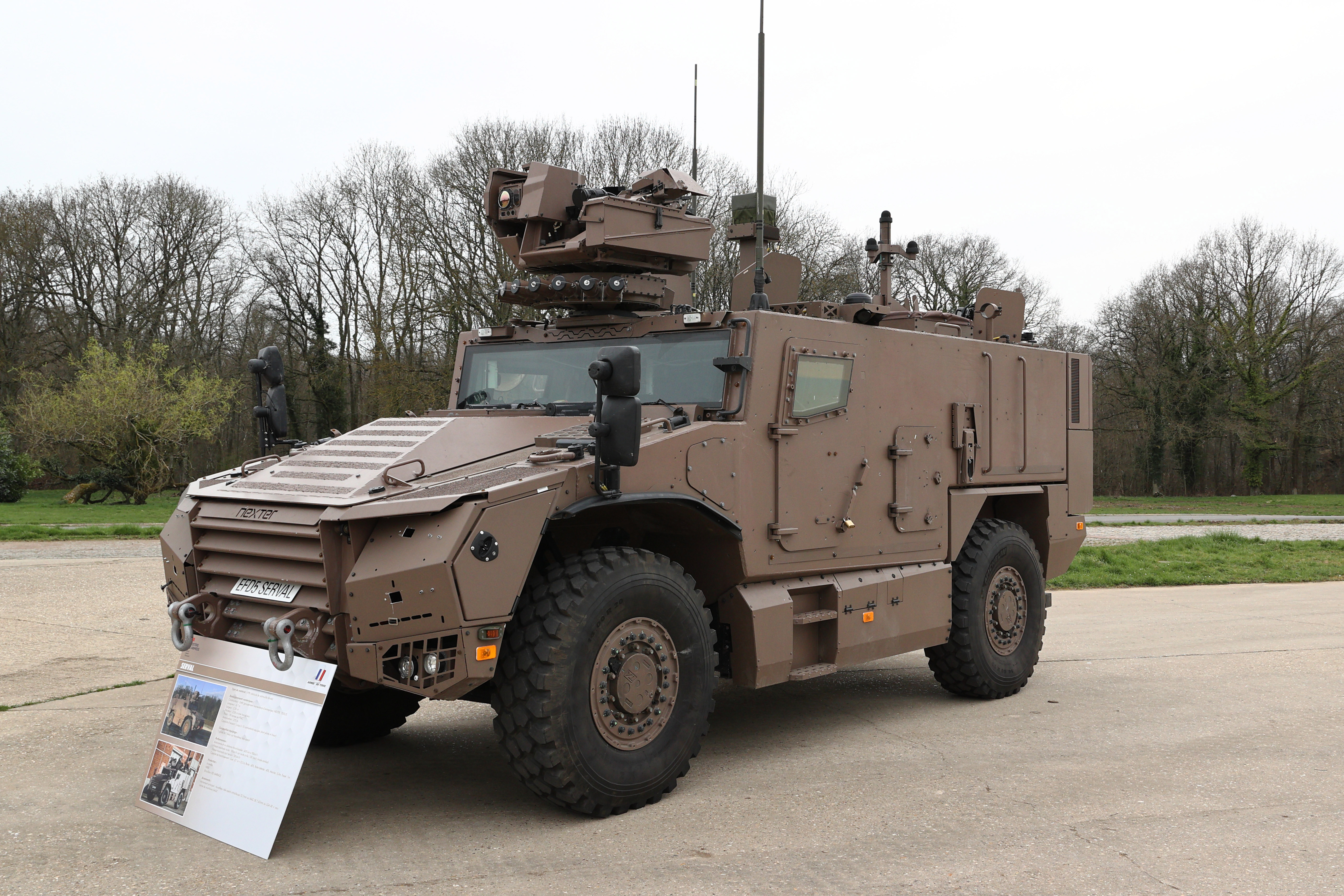
Nexter Véhicule blindé multi-rôle léger (leichtes gepanzertes Mehrzweckfahrzeug) VBMR-L Serval, März 2022

### VBMR-L
Die leichte 4×4 Version Serval (VBMR-L) hat die gleichen Funktionen wie sein 6×6b Pendant und ist für den Einsatz unter Notfallbedingungen vorgesehen, einschließlich der Möglichkeit der Aufnahme von zwei Fahrzeugen in den Airbus A400M – im Gegensatz dazu kann nur ein Exemplar des VBMR transportiert werden.
VBMR-L besteht in vier Versionen:
- Véhicule patrouille blindée (VPB) – Gepanzertes Patrouillenfahrzeug
- Nœud de communication tactique (NCT) – Taktisches Verbindungsfahrzeug
- Surveillance, acquisition, renseignement, reconnaissance (SA2R) – Überwachung, Beschaffung, Information, Aufklärung
- Guerre electronique (GE) – Elektronische Kriegführung

## Nutzer
- Frankreich

Die französischen Streitkräfte beschreiben im Rahmen ihres Militärprogrammgesetzes 2019 – 2025 (Loi de programmation militaire, LPM) für das Scorpion-Programm einen Bedarf von 1.872 Griffon und 300 EBRC Jaguar. Die Hälfte der Fahrzeuge sollte bis 2025 und der Rest bis 2030 ausgeliefert werden. Im Dezember 2017 wurde der Bedarf allein für das "Véhicule blindé multi-rôles" auf 1722 VBMR (6×6) und 400 VBMR-L (4×4) konkretisiert und ausgeweitet.
Im Jahr 2017 erfolgte die Bestellung eines ersten Loses über 319 VBMR Griffon, von denen im Oktober 2020 143 Fahrzeuge ausgeliefert waren. Die Beschaffung ist Teil des Scorpion-Programms und umfasste außerdem 20 Fahrzeuge des Typ Jaguar. Die Auftragserteilung für das 2 Los durch die französische Beschaffungsbehörde Direction générale de l’armement (DGA) erfolgte im Oktober 2020 und umfasste 42 Jaguar sowie 271 Griffon. Das Industriekonsortium mit Nexter, Arquus und Thales soll die Fahrzeuge im Zeitraum 2022 bis 2023 herstellen. Erstmals wird dann der Griffon in den Varianten Artilleriebeobachter und Sanitätsfahrzeug ausgeliefert. Bereits Ende Dezember 2019 bestellten die französischen Streitkräfte 54 Mörserträger MEPAC mit 120-mm-Mörserwaffe auf dem Griffon als Trägerfahrzeug.
Bis Ende 2020 begann nach Ausstattung der Schulen und Ausbildungszentren die Umrüstung in fünf Regimentern beginnen.
Von den 4×4-Servals wurden bisher 364 Fahrzeuge bestellt bei einem Bedarf von 689 Fahrzeugen.
- Belgien

Die belgischen Streitkräfte bestellten im Oktober 2018 382 VBMR Griffon.